# Våga vara den du i Kristus är
Våga vara den du i Kristus är är en psalm av Anders Frostenson från 1963. Den bygger på de kända orden av Aristoteles, citerade bland andra Martin Luther, nämligen ”bliv vad du är”, här liksom hos Luther tillämpade på vad vi är och får vara i Kristus. 
Andra versen är hämtad ur Johannesevangeliet 3:27, tredje versen är hämtad ur Första Petrusbrevet 2:16 och fjärde versen ur Romarbrevet 6:5. I Herren Lever 1977 finns det en diskantstämma till fjärde versen.
Tagen efter bokstaven är uppmaningen "bliv vad du är" paradoxal eller åtminstone ologisk, såvitt den inte, sannolikt felaktigt, uppfattas som endast en uppmaning att förbli i samma tillstånd som nu. Troligen menar psalmförfattaren snarare att den tilltalade ännu inte förmått att tydliggöra sitt egentliga väsen eller sin autentiska identitet för sig själv och andra och att han eller hon bör försöka göra det. En sådan tanke är inte specifikt kristen eller ens religiöst konfessionell utan tämligen vanlig inom profan psykologi, särskilt psykoanalytiskt färgade former därav. En nära till hands liggande tolkning av psalmen är därför att se den som en kristet färgad variant av den synnerligen vanliga uppmaningen till "självförverkligande". Härmed inte sagt att kristendomen och psykoanalysen har precis samma uppfattning av människans natur och den närmare innebörden av "självförverkligande". Kanske är dock likheten i synsätt på ett djupare plan större än vad man vanligen schablonmässigt tänker sig.
Psalmen har två melodier: en (A-moll, 6/4) av Roland Forsberg från 1970 och 1986, en (D-dur, 12/8 och 8/8) av Torgny Erséus från 1976. Den senare (b-alternativet) torde vara den mest sjungna.

## Publicerad i
- Herren Lever 1977 som nummer 910 (Erséus) under rubriken "Att leva av tro - Tro - trygghet".[1]
- Den svenska psalmboken 1986, Cecilia 1986, Psalmer och Sånger 1987, Segertoner 1988 och Frälsningsarméns sångbok 1990 som nummer 87 under rubriken "Vittnesbörd - tjänst - mission".